# Olangonjärvi
Olangonjärvi är en del av sjön Simojärvi i Finland.   Den ligger i landskapet Lappland, i den norra delen av landet, 700 km norr om huvudstaden Helsingfors. 